# Oreocereus tacnaensis
Oreocereus tacnaensis ist eine Pflanzenart aus der Gattung Oreocereus in der Familie der Kakteengewächse (Cactaceae). Das Artepitheton tacnaensis verweist auf das Vorkommen der Art bei der peruanischen Stadt Tacna.

## Beschreibung
Oreocereus tacnaensis wächst strauchig mit aufrechten oder an der Basis ausgebreiteten Trieben, die sich von der Basis her verzweigen. Die blau- bis graugrünen Triebe sind bis 3 Meter lang und weisen Durchmesser von 4 bis 8 Zentimeter auf. Es sind 10 bis 16 eingekerbte Rippen vorhanden. Die aus den Areolen entspringenden Dornen sind rötlich braun bis bräunlich gelb. Die vier bis acht pfriemlichen Mitteldornen sind gerade bis leicht gebogen und 3 bis 6 Zentimeter lang. Die 12 bis 30 nadeligen Randdornen sind gerade und werden bis 1 Zentimeter lang.
Die schiefsaumigen Blüten sind bräunlich rot bis blutrot und 8 bis 11 Zentimeter lang. Die kugelförmigen Früchte sind gelblich bis bräunlich gelb und weisen Durchmesser von 3 bis 4 Zentimeter auf. Bei Vollreife reißen sie von der Spitze her auf und geben die Samen frei.

## Verbreitung und Systematik
Oreocereus tacnaensis ist in der peruanischen Region Tacna in Höhenlagen von etwa 3000 Metern verbreitet.
Die Erstbeschreibung erfolgte 1981 durch Friedrich Ritter.

## Nachweise